# Texas and New Orleans Railroad
La Texas and New Orleans Railroad, spesso abbreviata in TNO, era una società ferroviaria statunitense che ha operato dal 1856 al 1961 negli Stati del Texas e della Louisiana. Possedeva 3,713 miglia (5,975 km) di pista nel 1934; nel 1961, 3,385 miglia (5,448 km) rimasero quando si fuse con la controllante Southern Pacific Railroad.

## Storia

### Origini: 1856-1880

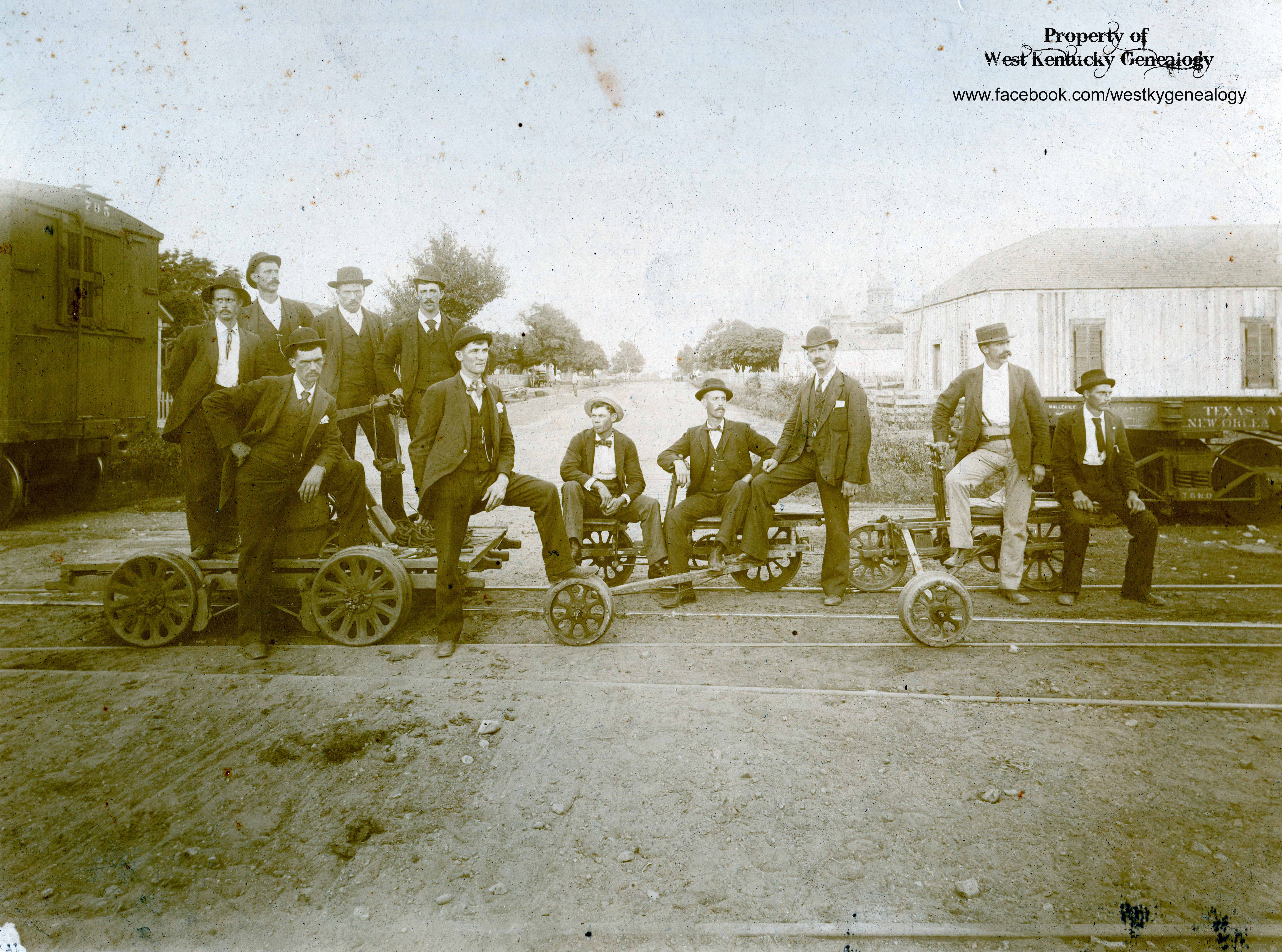
Il personale della ferrovia agli inizi del 1900

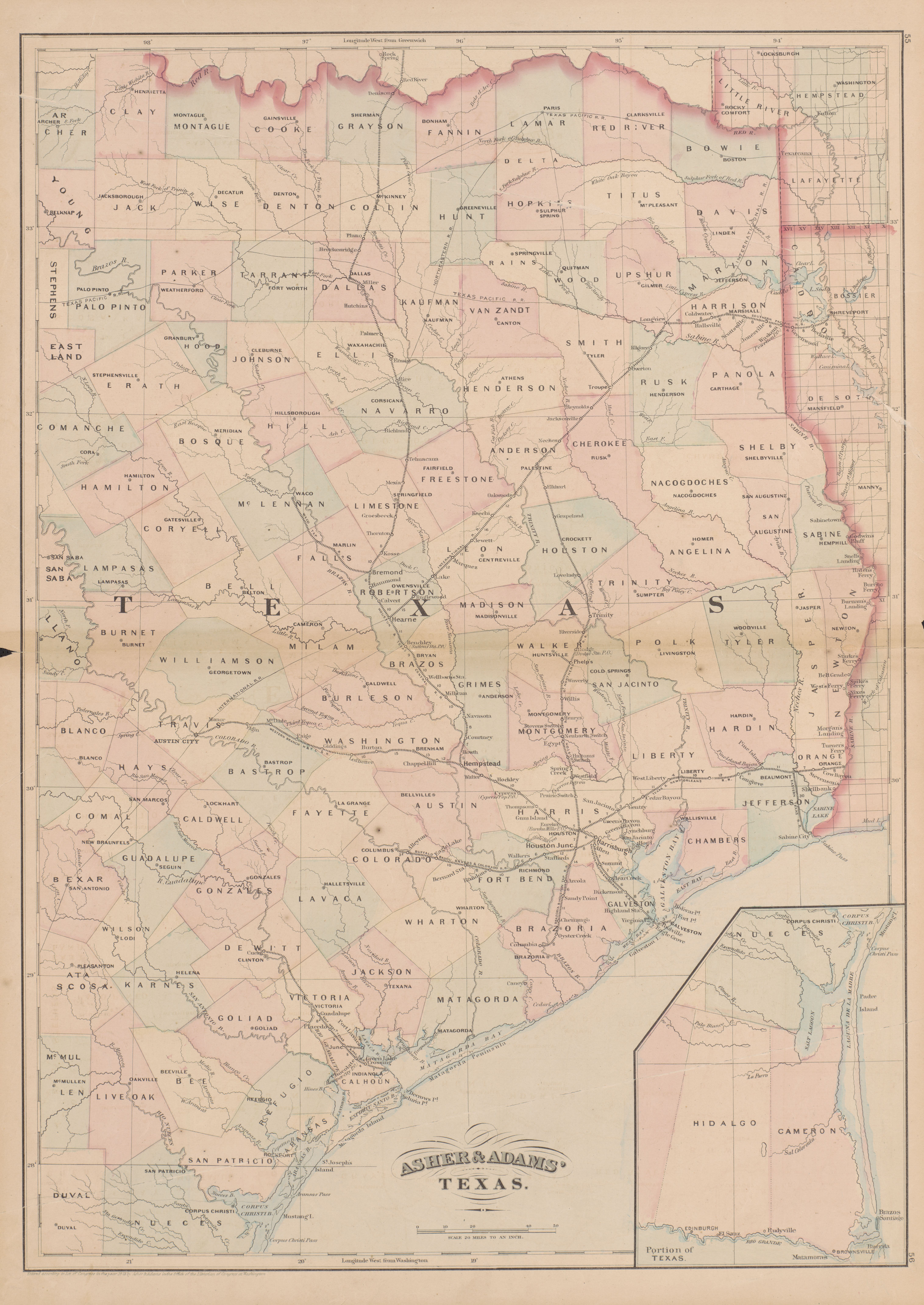
Mappa della Texas and New Orleans Railroad, 1871

Fu creata in origine con il nome di "Sabine & Galveston Bay Railroad and Lumber Company" nel 1856, al fine di costruire una ferrovia tra Madison (oggi Orange) nella contea di Orange e la riva della baia di Galveston. La prima zolla è datata al 27 agosto 1857, alla periferia di Houston, ma i lavori di costruzione effettivamente iniziarono nella metà dell'aprile 1858. Presto il sito fu trasferito a Beaumont, dove il lavoro era diretto verso est (in direzione di Orange) e verso ovest (in direzione di Houston). Da quel momento, era diventato chiaro che gli sviluppatori volevano collegare in programma Houston a New Orleans.
Il 17 marzo 1859, la società aveva ricevuto il permesso di collegare Orange al fiume Sabine a New Iberia, Louisiana, e il 24 dicembre, adottò il nome di "Texas & New Orleans Railroad". Nel 1860, 19 chilometri di pista furono costruiti ad ovest di Beaumont. La linea misurava 130 km nel gennaio 1861 e arrivò a Houston nel mese di maggio.
Il 1º maggio 1862, il presidente della società, Abram M. Gentry, annunciò l'apertura della linea ferroviaria Houston-Orange, ma che i binari sarebbero stati utilizzati per il trasporto militare. La linea fu ampiamente utilizzata dai Confederati, e circa 1000 soldati furono assegnati a sua protezione e il suo status era continuato. Un servizio regolare tra Houston ed Orange era esistito dal 1862 fino alla metà del 1863, prima di diventare irregolare fino a proseguire all'inizio del 1864. I lavori della linea a New Orleans, perché era una priorità per i Confederati. Ma la cattura di New Orleans pose fine a questa attività.
Anche se il ponte sul fiume Trinity fu portato via dalla piena del 1867, la T&NO continuò a servire tra Houston e Beaumont fino al maggio 1868, quando tutto questo fu arrestato dopo la sua riorganizzazione fallimentare. Un amministratore fu nominato nel gennaio 1869. Nel corso dell'anno 1870, la linea di 68 km tra Houston e West Liberty fu riabilitata, e il collegamento fu riaperto il 14 giugno. Ma questa operazione limitata si concluse il 1º marzo 1871.
La T&NO fu venduta in due segmenti: la prima tra Liberty ed Orange il 1º maggio 1871, e la seconda tra Houston e Liberty l'8 ottobre 1872. L'acquirente di questi due segmenti era un newyorkese di nome John F. Terry della J.S. Kennedy & Company. La nuova T&NO fu registrata il 16 luglio 1875, e Terry fu nominato presidente. I lavori della ristrutturazione iniziarono nel mese di agosto, e lo scartamento largo, tipico del Texas, fu convertito in scartamento normale. Il primo treno di nuovo in circolazione tra Houston ed Orange ha avuto luogo il 20 novembre 1876.
Nel 1878, la T&NO, la Louisiana & Texas Railroad & Streamship Company di Charles Morgan, e la Louisiana Western Railroad firmarono un accordo per completare la linea tra Houston e New Orleans. Una quarta società, la Louisiana Western Extension Railroad, fu registra nel Texas per costruire una linea tra Orange e il confine con la Louisiana. Il 30 agosto 1880, il primo treno era diretto a sinistra da Houston a New Orleans di quella che sarebbe diventata la Star and Crescent Route. Era stato necessario attendere quasi 25 anni per raggiungere questo risultato.

### Espansione: 1881-1920
Nel 1881, Collis P. Huntington, facente parte della Southern Pacific Railroad, acquistò la Texas & New Orleans Railroad, la Louisiana Western Railroad, e molte altre ferrovie nel sud degli Stati Uniti. Huntington inoltre acquisì interessi per la Galveston, Harrisburg and San Antonio Railway. Con il completamento delle linee delle ultime aziende nel Texas occidentale nel gennaio 1883 e l'acquisizione della Morgan Line pochi mesi dopo la Southern Pacific possedeva o controllava una rete che si estendeva da San Francisco a New Orleans. La T&NO trovava in se stessa in realtà la costruzione di un importante percorso transcontinentale. Nel 1882 la Texas & New Orleans vinse più di 1.5 milioni di dollari, e di proprietà di 36 locomotive e 1.797 carri. Nello stesso anno ha acquistato i 166 km della Sabine & East Texas Railway. Egli li fuse con gli 11 km della Texas Transportation Company nel 1896, e gli 84 km della Texas Trunk Railroad nel 1899.
Altre società si fusero all'inizio del XX secolo, come la Louisiana Western Extension nel 1900 e la Burr's Ferry, Browndel & Chester Railway Company nel 1914 (sul fiume Sabine). Tra il 1900 e il 1903, la società costruì quasi 260 km di binari tra Cedar e Rockland, che collega Dallas a Beaumont. Una linea di 11 km fu aperta tra Nome e Sour Lake nel 1903, e fu costruita una diramazione di 5,6 km a Port Arthur nel 1908. Negli anni successivi, 13 km furono costruiti tra Gallatin e Rusk. Lo Stato del Texas ha elogiato la sua Texas State Railroad alla T&NO nel 1921.

### Razionalizzazione: 1921-1961
Dal 1926 al 1928, la Southern Pacific Railroad decise di semplificare le sue partecipazioni ferroviarie situate nel Texas e nella Louisiana. Scelse di noleggiare varie linee della T&NO che comunque rappresentavano solo il 13% della sua rete nel Texas e nella Louisiana.
Iniziò affittando la Dayton-Goose Creek Railway il 1º maggio 1926. Poi, il 1º marzo 1927 assunse il controllo delle seguenti ferrovie nel Texas:
- Galveston, Harrisburg and San Antonio Railway;
- Houston and Texas Central Railway;
- Houston East and West Texas Railway;
- San Antonio and Aransas Pass Railway;
- Southern Pacific Terminal Company;

Le ferrovie della Louisiana furono affittate lo stesso giorno.
Il 1º aprile 1928, era stata la volta della Texas Midland Railroad.
Il 30 giugno 1934, tutte le aziende furono assunte dalla SP con l'eccezione della Southern Pacific Terminal, furono unite dalla T&NO, che divenne la più grande ferrovia del Texas, con 5974 km di pista. Le T&NO scomparse il 1º novembre 1961, quando i suoi 5448 km rimanenti furono fusi nella SP.

## I treni passeggeri
- Sunset Limited (da New Orleans a Los Angeles)
- Argonaut (da New Orleans a Los Angeles)
- Sunbeam (da Houston a Dallas)
- Hustler (da Houston a Dallas)
- Owl (da Houston a Dallas)
- Border Limited (da Houston a Brownsville)
- Rabbit (da Houston a Shreveport)
- Alamo (da San Antonio a New Orleans)